# Chủ nghĩa tập thể
Chủ nghĩa tập thể (tiếng Anh: collectivism) là bất cứ cách nhìn nhận nào về mặt đạo đức, chính trị hay xã hội nhấn mạnh sự phụ thuộc qua lại giữa con người với nhau và tầm quan trọng của tập thể thay vì của từng cá nhân riêng rẽ. Các nhà theo đuổi chủ nghĩa tập thể tập trung vào cộng đồng hoặc xã hội và tìm kiếm các cách sắp xếp ưu tiên sao cho các mục đích của cả nhóm luôn được ưu tiên cao hơn các mục tiêu của từng cá nhân. Ảnh hưởng về mặt triết học của chủ nghĩa tập thể là chủ nghĩa tổng thể hoặc hữu cơ - tức cách nhìn nhận cho rằng cái toàn thể quan trọng hơn tổng của tất cả những cái riêng lẻ. Cụ thể, trong xã hội nhìn nhận một cách chung, tổng thể, có nhiều ý nghĩa hay giá trị hơn là toàn bộ các cá nhân làm nên cái xã hội ấy. Chủ nghĩa tập thể được nhìn nhận phổ biến là đối lập với chủ nghĩa cá nhân.
Chủ nghĩa tập thể có thể tồn tại dưới nhiều hình thức khác nhau như Chủ nghĩa cộng đồng, Chủ nghĩa dân tộc, Chủ nghĩa xã hội, Chủ nghĩa cộng sản... Chủ nghĩa này có hạn chế là không xét đến điều kiện, hoàn cảnh cụ thể của mỗi cá nhân, vì thế người ta đưa ra biện pháp "vừa sâu vừa rộng”, nghĩa là vừa đảm bảo lợi ích chung vừa phù hợp với hoàn cảnh của mỗi cá nhân.